# Karl Heinrich Doetsch
Karl Heinrich Doetsch (* 4. Oktober 1910 in Kaldenhausen bei Duisburg; † 13. Juli 2003 in Braunschweig) war ein deutscher Flugzeugbau-Ingenieur und Hochschullehrer.

## Leben
Karl Heinrich Doetsch studierte Maschinenbau an der RWTH Aachen, wo er auch mit der Fliegerei begann. Er machte eine Ausbildung zum Flugbaumeister bei Otto Fuchs in Berlin. 1936 übernahm er bei der Deutsche Versuchsanstalt für Luftfahrt DVL die Leitung der Abteilung „Flugeigenschaften“ in Berlin-Adlershof. Er befasste sich mit der damals noch in den Kinderschuhen steckenden Erforschung und Erfassung der Flugeigenschaften. 1943 promovierte er auf diesem Gebiet an der TH Berlin-Charlottenburg. 
Doetsch entwickelte die Flugeigenschaftsrichtlinien. Das Geschoss der Messerschmitt Me 262 hatte infolge von Gierschwingungen eine zu starke Streuung. Dazu erfand er einen Regler, einen „Gierdämpfer“.
Nach dem Krieg wurde er nach England ans Royal Aircraft Establishment (RAE) in Farnborough gebracht. Hier wurde ihm später die Leitung der Controls Division übertragen,  wo er an der Entwicklung der Concorde beteiligt war. 
1961 folgte er dem Ruf der TH Braunschweig, wo er Ordinarius und Direktor des Instituts für Flugführung und auch des gleichnamigen DFL-Instituts wurde. (Später wurde die DFL durch Zusammenschluss Teil des DLR) 
Er war Mitglied der Akademischen Fliegergruppe Braunschweig.

## Ehrungen
Doetsch erhielt zahlreiche Auszeichnungen. 1957 wurde er zum Fellow der Royal Aeronautical Society ernannt. 1972 wurde ihm das Große Bundesverdienstkreuz verliehen. 1976 wurde ihm die Von-Karman-Medaille der Advisory Group for Aerospace and Development (AGARD) der NATO und 1977 die Ehrendoktorwürde des Cranfield Institute of Technology verliehen. 1977 erhielt er den Ritterschlag zum Ritter vom Heiligen Grab zu Jerusalem.